# 馬特洪峰 (南極洲)
77°40′S 162°27′E / 77.667°S 162.450°E
馬特洪峰（英語：Matterhorn）是南極洲的山峰，位於維多利亞地，海拔高度1,600米，由羅伯特·斯科特率領的英國探險隊繪入地圖，現時由南極條約體系管理。